# 宇宙塵
宇宙塵（、英: cosmic dust）は、星間物質の一種で、宇宙空間に分布する1mm以下の固体の粒子のことである。「星間塵（）」ともいう。地表にも降下しているが肉眼での識別は難しい。

## 概要
化学的組成によって、シリケイト質と鉄質に大別される。石質隕石に類似したシリケイト質はケイ素(Si)（ケイ酸塩）や炭素(C)（グラファイト）、マグネシウム(Mg)などで構成される。鉄質は、鉄(Fe)やニッケル(Ni)などの鉄隕石に類似した組成である。それらが氷と混じっていたり、覆われていたりする。主に水素から成る星間ガスとともに、主要な星間物質であるが、星間物質全体の質量の1%程度と圧倒的に少ない。宇宙空間では非結晶質で存在するが、地表で採集されるものは高層大気との摩擦で2500℃程度に加熱されているため、揮発性の高い元素は蒸発し失われ球状に変化する。
恒星間空間で見られる星間物質以外にも、太陽系内の惑星間空間において、恒星を周回する彗星の尾から吐き出された物質（地球の大気圏に突入すれば流星となる）や、黄道光として見える塵を指すこともある。
宇宙塵は地表に毎年100トン程度降り注いでいると考えられており、古いビルの屋上などには、地上から舞い上がった塵と混じり合ってたくさんつもっている。宇宙塵は組成や形態によって細かく分類されている。深海底や南極の氷の中からも見つかっており、研究が続けられている。

## 研究
宇宙塵の粒子の大きさは、0.01マイクロメートルから1ミリメートル程度であり、塵自体は地上からは全く見えないが、電磁波を吸収もしくは散乱、反射するので、極めて大規模な集合は様々な星雲として視認される。これらの星雲は、他の星の光を遮ったり、赤外線などを吸収散乱するので天体観測の対象となっている。電波望遠鏡などで観測されている。また、探査機によって宇宙塵を採取する試みもある。2006年1月15日にはアメリカのNASAがスターダスト探査機を使ってヴィルト第2彗星の宇宙塵を地球に持ち帰ることに世界で初めて成功した。また、ロケットや気球などを飛ばして高層大気中から実際に宇宙塵を採取し、分析する試みも行われている。
国内のアマチュアが地表に降下する球形の宇宙塵を採集する場合、流星塵の名称で報告されることが多い。

### 発見
発見と採集は、アドルフ・エリク・ノルデンショルドが1874年の論文で、北極圏の積雪中の黒色金属質微粒を「宇宙からの降下物」と考えた事が最初とされる。その後、19世紀後半のチャレンジャー号探検航海において深海底堆積物から球状粒子を大量に発見した以降に研究が盛んになり、南極氷床、グリーンランド氷床、成層圏からも回収されている。